# Stanley Crouch
Stanley Crouch, född 14 december 1945 i Los Angeles, död 16 september 2020 i New York, var en amerikansk musik- och kulturkritiker, kolumnist och romanförfattare. Han är kanske mest känd för sin jazzkritik och för sin roman Don't the Moon Look Lonesome?

## Åsikter
Crouch menade att fri jazz och jazz fusion inte är riktig jazz. Han menar också att vita musiker inte har bidragit med något av betydelse till jazzens utveckling.

### Fakta
| Title                                                                                      |
| Considering Genius: Writings on Jazz                                                       |
| The Artificial White Man: Essays on Authenticity                                           |
| Kansas City Lightning: The Life and Times of Young Charlie Parker                          |
| The All-American Skin Game, or, The Decoy of Race: The Long and the Short of It, 1990-1994 |
| Notes of a Hanging Judge: Essays and Reviews, 1979-1989                                    |
| Reconsidering the Souls of Black Folk with Playthell G. Benjamin                           |
| Always in Pursuit: Fresh American Perspectives                                             |
| In Defence of Taboos                                                                       |
| One Shot Harris: The Photographs of Charles "Teenie" Harris                                |

### Skönlitteratur
| Title                                      |
| Don't the Moon Look Lonesome?              |
| Ain't No Ambulances For No Nigguhs Tonight |